# لورينزو كوستا
لورينزو كوستا (بالإيطالية: Lorenzo Costa)‏ هو رسام إيطالي، ولد في 1460 في فيرارا في إيطاليا، وتوفي في 15 مارس 1535 في مانتوفا في إيطاليا.

## وصلات خارجية
- لورينزو كوستا على موقع الموسوعة البريطانية (الإنجليزية)
- لورينزو كوستا على موقع ديسكوغز (الإنجليزية)